# Conferencia Oeste (WNBA)
La Conferencia Oeste de la Women's National Basketball Association está formada en la actualidad por seis equipos. Los playoffs constan de dos rondas, las semifinales y las finales, y las ganadoras se enfrentan a las ganadoras de la Conferencia Este en las Finales para determinar el campeón de la WNBA. Todas las series son al mejor de tres partidos.

## Equipos actuales

### Antiguos equipos
Desaparecidos
- Houston Comets (1997–2008)
- Portland Fire (2000–2002)
- Sacramento Monarchs (1997–2009)

Recolocados
- Utah Starzz a San Antonio Silver Stars (2003)
- Detroit Shock (Este) a Tulsa Shock (2010)
- Tulsa Shock  (2016)
- San Antonio Stars a Las Vegas Aces (2017)

## Campeonas de la Conferencia Este
- 1997: Ningún equipo de la Conferencia llegó a las finales debido a la configutación de los pplayoffs.
- 1998: Houston Comets, Phoenix Mercury
- 1999: Houston Comets
- 2000: Houston Comets
- 2001: Los Angeles Sparks
- 2002: Los Angeles Sparks
- 2003: Los Angeles Sparks
- 2004: Seattle Storm
- 2005: Sacramento Monarchs
- 2006: Sacramento Monarchs
- 2007: Phoenix Mercury
- 2008: San Antonio Silver Stars
- 2009: Phoenix Mercury
- 2010: Seattle Storm
- 2011: Minnesota Lynx
- 2012: Minnesota Lynx
- 2013: Minnesota Lynx
- 2014: Phoenix Mercury
- 2015: Minnesota Lynx

Campeonas de la WNBA en negrita

## Campeonatos de conferencia
- 4: Phoenix Mercury
- 4: Minnesota Lynx
- 3: Houston Comets (Jugó en conferencia Este en 1997)
- 3: Los Angeles Sparks
- 2: Seattle Storm
- 2: Sacramento Monarchs
- 1: San Antonio Stars

- Datos: Q1811048